# 幻影侦探
《神探黑旋風》（原題：まぼろし探偵）為1957年在《少年画報》所連載的桑田次郎（現：桑田二郎）漫画作品，並有改编廣播劇、特攝电视影集與電影，以及1968年台灣所翻拍的台語電影《神龍飛俠》系列等各種版本。
原作漫畫於台灣過去的無版權時代，曾有「星輝出版社」所出版，譯名為《奇幻偵探》的譯本。

## 概要
日之丸报社的记者富士进在遇到神秘疑难事件就会头戴红色鸭舌帽，脸戴黑色面具，脖子系黄色围巾的幻影侦探，与犯罪势力斗智斗勇。

## 参看
神龙飞侠